# 1840 Hus
Hus (asteróide 1840) é um asteróide da cintura principal, a 2,8590378 UA. Possui uma excentricidade de 0,0200812 e um período orbital de 1 820,29 dias (4,99 anos).
Hus tem uma velocidade orbital média de 17,43724312 km/s e uma inclinação de 2,41306º.
Esse asteróide foi descoberto em 26 de Outubro de 1971 por Luboš Kohoutek.
Seu nome é uma homenagem ao teólogo e reformador da Boêmia Jan Hus.